# Врбник (Крк)
Врбник је насељено место и седиште општине у Приморско-горанској жупанији, на острву Крку, Република Хрватска.

## Историја
До територијалне реорганизације у Хрватској налазио се у саставу бивше велике општине Крк.

## Становништво
На попису становништва 2011. године, општина Врбник је имала 1.260 становника, од чега у самом Врбнику 948.

## Попис1991.
На попису становништва 1991. године, насељено место Врбник је имало 950 становника, следећег националног састава:
| Попис 1991.‍  | Попис 1991.‍  | Попис 1991.‍ | Попис 1991.‍ | Попис 1991.‍ |
| ------------ | ------------ | ----------- | ----------- | ----------- |
|              |              |             |             |             |
| Хрвати       | Хрвати       |             | 931         | 98,00%      |
| Муслимани    | Муслимани    |             | 5           | 0,52%       |
| Словенци     | Словенци     |             | 3           | 0,31%       |
| Срби         | Срби         |             | 3           | 0,31%       |
| остали       | остали       |             | 1           | 0,10%       |
| неопредељени | неопредељени |             | 6           | 0,63%       |
| непознато    | непознато    |             | 1           | 0,10%       |
| укупно: 950  |              |             |             |             |